# Maquira
Maquira é um género botânico pertencente à família Moraceae.